# Retrato de Pablo Picasso
Retrato de Pablo Picasso (o a veces Homenaje a Pablo Picasso) es una pintura al óleo sobre tela del artista español Juan Gris, realizada en 1912.

## Descripción
El Retrato de Pablo Picasso muestra a Picasso con 31 años, en posición de sentado, y sosteniendo una paleta. La composición, de colores terrosos, muestra una figura relativamente simétrica y ordenada, donde se pueden apreciar los rasgos del protagonista, típica de las primeras épocas del cubismo, o cubismo analítico, a diferencia de etapas posteriores, cuando las obras son más caóticas y desorganizadas.

## Historia
Juan Gris pintó el retrato en 1912. Fue entonces una de las primeras pinturas cubistas realizadas por un pintor distinto de Pablo Picasso o Georges Braque.
El cuadro está conservado al Instituto de Arte de Chicago, en Estados Unidos.